# Limenitis lorquini
Espèce
Limenitis lorquini est une espèce nord-américaine de lépidoptères de la famille des Nymphalidae et de la sous-famille des Limenitidinae.

## Description

### Papillon
L'imago de Limenitis lorquini est un grand papillon, avec une envergure comprise entre 5,1 et 6,7 cm. 
Le dessus des ailes a un fond brun-noir barré d'une large bande transversale blanche. L'apex de l'aile antérieure est orange, ce qui distingue L. lorquini des autres espèces du genre Limenitis.
Le dessous des ailes a un fond principalement brun-roux, avec les mêmes bandes blanches que sur le dessus ainsi que des taches basales et submarginales grises.
L'apparence particulière de la face dorsale de Limenitis lorquini est supposée être due à un phénomène de mimétisme batésien, dans lequel le modèle serait le papillon Adelpha californica, qui se rencontre dans des circontances similaires et a un goût désagréable pour les prédateurs.

### Chenille
La chenille est généralement beige avec une tache dorsale blanchâtre.

## Biologie

### Phénologie
Le papillon est visible d’avril à octobre. Alors que dans le nord de sa zone de répartition il est univoltin, dans le sud comme en Californie, il peut connaître plusieurs générations dans l’année.

### Plantes hôtes
Les plantes hôtes sont des saules Salix, des peupliers et divers Prunus dont Prunus virginiana .

### Biotopes et comportement
L'espèce fréquente les bords de forêts, les canyons de montagne, les rives des cours d’eau ou encore les vergers.
Le papillon butine notamment le Pavier de Californie, Eriodictyon californicum ou encore les troènes.
Il est fermement attaché à son territoire, qu’il défend même face à des oiseaux[réf. souhaitée].

### Hybridation
Limenitis lorquini peut localement s'hybrider avec Limenitis weidemeyerii et avec Limenitis arthemis.

## Distribution géographique
Il est présent dans le nord-est de l'Amérique du Nord, sur la côte Pacifique, en Colombie-Britannique, dans le sud-ouest de l'Alberta, le nord-est du Nevada, le sud-est de l'Idaho et en Californie. Le papillon est entre autres présent dans le Montana, en Idaho, en Colombie-Britannique, en Alberta et en Saskatchewan.

## Systématique
L'espèce Limenitis lorquini a été décrite par l'entomologiste français Jean-Baptiste Alphonse Dechauffour de Boisduval en 1852.
Il lui a donné le nom de lorquini en l'honneur du naturaliste français Pierre Joseph Michel Lorquin. Ce dernier quitta la France dans le cadre de la ruée vers l'or en Californie et fit d’importantes découvertes naturalistes dans sa nouvelle région.
Au sein du genre Limenitis, L. lorquini fait partie du groupe Basilarchia, considéré par certains auteurs comme un genre distinct.

### Sous-espèces
Plusieurs sous-espèces ont été décrites :
- Limenitis lorquini lorquini Boisduval, 1852
- Limenitis lorquini burrisonii Maynard, 1891
- Limenitis lorquini ilgae Guppy, 2001
- Limenitis lorquini pallidafacies Austin & Emmel, 1998
- Limenitis lorquini powelli Austin & Emmel, 1998

## Noms vernaculaires
L'espèce est appelée Lorquin's Admiral en anglais.

## Protection
Pas de statut de protection particulier.[réf. nécessaire]